# SCUMM
SCUMM是美國遊戲商卢卡斯艺术用於開發圖形冒險遊戲的一種遊戲引擎，於1987年發行的《瘋狂大樓》是首款利用SCUMM製作的遊戲。其引擎名稱正是「Script Creation Utility for Maniac Mansion」（瘋狂大樓專用程式腳本創建開發工具）所簡寫組成的頭字語。
一開始SCUMM所設計的《瘋狂大樓》雖是發行在Commodore 64與Apple II電腦上，但因SCUMM軟體可移植性好的特點，往後SCUMM有開發適用於3DO、DOS、FM Towns等各種不同平台架構的遊戲作品。

## 歷史
最初卢卡斯艺术的遊戲開發者羅恩·吉伯特在製作冒險遊戲《瘋狂大樓》時，因考慮到自身便是冒險類型遊戲愛好者；便想創造一個能更友善、能方便玩家遊玩的全新的遊戲引擎來設計遊戲界面。
SCUMM的創造者除羅恩·吉伯特外，另還有契伯·莫寧史達（Chip Morningstar）與亞瑞克·威爾穆德（Aric Wilmunder）倆人，其中亞瑞克·威爾穆德往後有對SCUMM作了功能的強化與調整；並有獲得「SCUMM大王」（SCUMM Lord）的稱號。
在《瘋狂大樓》以SCUMM作為開發工具後，卢卡斯艺术便將SCUMM作為往後十年間；所推出的冒險遊戲作品之主要遊戲引擎，採用的包括有《紗之器》、《猴島的秘密》、《瘋狂時代》等等。而卢卡斯艺术以SCUMM所設計的最後一款遊戲是1997年的《猴島的詛咒》，之後便以具3D立體畫面表現效果的新遊戲引擎「GrimE」取代之。

## 方式

DOS版本的《瘋狂大樓》遊戲畫面，在畫面下方十來項項目即為遊戲裡的功能按鍵。

一開始的SCUMM遊戲界面是設計成在畫面下方具備著十來項動作指令按鍵，其功能按鍵包括有「打開」（Open）、「查看」（Read）、「撿起」（Pick Up）等等，為一種將動作指令給圖形符號化的作法。如當遊戲角色面對某一物品時；玩家按下
「撿起」的按鍵便可讓遊戲角色對該物品執行此動作。
而隨著往後遊戲的發行SCUMM也跟著在功能、界面上不斷作修正與精簡，之後在最後一款以SCUMM設計的遊戲《猴島的詛咒》中，遊戲界面簡化成取消全部指令按鍵；玩家只要透過滑鼠右鍵便可叫出執行「檢視」、「對話」、「使用」三項功能的圖示；來遊完整款遊戲。

## 範例
遊戲《瘋狂大樓》中在一樓大廳場景裡，讓落地鐘鐘擺晃動的寫法：
```
script
 
clock
-
tick
 
{

    
do
 
{

        
clock
-
state
 
=
 
not
 
clock
-
state

        
object
 
living
-
room
-
clock
 
state
 
clock
-
state

        
play
-
sound
 
clock
-
tick

        
break
-
here
 
60

    
}

}

```

遊戲《瘋狂大樓》的一段過場動畫，內容是遊戲角色怪護士艾德娜（Edna）與她的兒子艾德（Ed）之間對話，該段內容是艾德娜不停聽艾德反應父親行為異常的事情；之後忍不住發牢騷說「所以你到底想要講的是什麼，艾德！！！」（WHAT'S YOUR POINT ED!!!）：
```
cut
-
scene
 
{

    
...

    
actor
 
nurse
-
edna
 
in
-
room
 
edna
-
bedroom
 
at
 
60
,
20

    
camera
-
follow
 
nurse
-
edna

    
actor
 
nurse
-
edna
 
walk
-
to
 
30
,
20

    
wait
-
for
-
actor
 
nurse
-
edna

    
say
-
line
 
nurse
-
edna
 
"WHAT'S YOUR POINT ED!!!"

    
wait
-
for
-
talking
 
nurse
-
edna

    
...

}

```

## 採用遊戲
| SCUMM版本 | 年份 | 作品名                                         |
| --------- | ---- | ---------------------------------------------- |
| 0         | 1987 | 瘋狂大樓（Commodore 64平台）                   |
| 1         | 1987 | 瘋狂大樓（Apple II平台）                       |
| 1         | 1988 | 瘋狂大樓（DOS平台）                            |
| 1         | 1988 | 異形大進擊                                     |
| 1.5       | 1990 | 瘋狂大樓（FC平台）                             |
| 2         | 1989 | 瘋狂大樓（Amiga、雅達利ST平台、DOS加強版）     |
| 2         | 1988 | 異形大進擊（Amiga平台）                        |
| 2         | 1989 | 異形大進擊（雅達利ST平台、PC加強版）           |
| 3         | 1989 | 聖戰奇兵（Amiga、雅達利ST、DOS平台）           |
| 3         | 1990 | 聖戰奇兵（PC加強版、Mac OS、FM Towns平台）     |
| 3         | 1990 | 紗之器（Amiga、雅達利ST、DOS、Mac OS平台）     |
| 3         | 1991 | 異形大進擊（FM Towns平台）                     |
| 3         | 1992 | 聖戰奇兵（CDTV平台）                           |
| 4         | 1990 | 猴島的秘密（Amiga、雅達利ST、DOS、Mac OS平台） |
| 4         | 1991 | 紗之器（FM Towns、PC Engine平台、DOS光碟版）   |
| 5         | 1991 | 猴島小英雄2：老查克的復仇（DOS、Mac OS平台）   |
| 5         | 1992 | 猴島小英雄2：老查克的復仇（Amiga平台）         |
| 5         | 1992 | 亞特蘭提斯之謎（Amiga、DOS、Mac OS平台）       |
| 5         | 1992 | 猴島的秘密（FM Towns、PC光碟版）               |
| 5         | 1993 | 猴島的秘密（Sega CD平台）                      |
| 5         | 1994 | 猴島小英雄2：老查克的復仇（FM Towns平台）      |
| 5         | 1994 | 亞特蘭提斯之謎（FM Towns平台）                 |
| 6         | 1993 | 瘋狂時代（DOS、Mac OS平台）                    |
| 6         | 1993 | 妙探闖通關 大腳之謎（DOS平台）                 |
| 7         | 1993 | 妙探闖通關 大腳之謎（DOS光碟版）               |
| 7         | 1995 | 極速天龍（DOS平台）                            |
| 7         | 1995 | 異星搜奇（DOS平台）                            |
| 7         | 1996 | 極速天龍（Mac OS平台）                         |
| 7         | 1996 | 異星搜奇（Mac OS平台）                         |
| 8         | 1997 | 猴島的詛咒（Windows平台）                      |

## 相關軟體
2004年一位名叫艾爾班·貝戴爾（Alban Bedel）的人士開發出名為「ScummC」之編譯器，該編輯軟體可以用類似JavaScrips程式語法；來編輯設計出SCUMM架構的遊戲，而ScummC是以對應SCUMM第6版為主。其它類似ScummC功能的編輯器工具則有「ScummGEN」。
而網路上所流傳具有反編譯及編譯SCUMM遊戲功能的軟體則有Scummbler和ScummPacker，這些軟體可將由SCUMM製作遊戲的內容還原成初始原始碼，讓使用者可在原始碼中依自己的喜好添加額外的內容、或是將原內容改翻譯成其它在地語言的版本後，重新編譯成更版的遊戲。
其它像名為ScummSpeaks的工具，則可讓使用者自行錄製對白的語音檔案；給添加在遊戲當中。
由瑞典程式設計師Ludvig Strigeus在2001年開發的ScummVM是可用於Windows、Linux、OS X等作業系統平台上執行SCUMM架構遊戲的直譯器軟體，另外以ScummC開發的個人遊戲作品也可在ScummVM運行。